# 68
Il 68 (LXVIII in numeri romani) è un anno bisestile del I secolo.

## Eventi

### Impero romano
- Vengono costituite due nuove legioni: la Legio I Macriana liberatrix e la Legio I Adiutrix.
- Lucio Clodio Macro organizza l'ennesima rivolta contro Nerone: essendo legatus dell'Africa, ordina la sospensione del rifornimento di grano per la città di Roma.
- 8 giugno - Il senato romano depone Nerone e acconsente alla presa del potere di Galba. Nerone si suicida a poche miglia di distanza da Roma: abbandonato dai pretoriani, decide di tagliarsi la gola. Galba diventa imperatore.
- Tito Flavio Vespasiano (futuro imperatore romano dal 79 all'81) guida la Legio X Fretensis nella traversata del fiume Giordano. Tito assedia Gerico allo scopo di tagliare la via di fuga dei ribelli ebrei verso Gerusalemme. Poi distrugge il monastero di Qumran, cioè il luogo dove erano stati scritti i "Manoscritti del Mar Morto".
- Venuzio riesce a deporre sua moglie Cartimandua, diventando di conseguenza re dei Briganti.

### Religioni
- Secondo la tradizione cinese viene fondato il primo tempio buddhista in Cina, il "Tempio del cavallo bianco" (Baima Si) a Luoyang.
- Ignazio diventa terzo vescovo di Antiochia.

## Nati
- 4 luglio - Salonia Matidia († 119)
- Flavio Scorpo, atleta romano († 95)

## Morti
- 29 aprile - Torpete, santo romano
- 9 giugno - Nerone, imperatore romano (n. 37)
- 26 agosto - Giusto di Corinto, santo greco
- 26 agosto - Oronzo di Lecce, vescovo romano (n. 22)
- 16 settembre - Prisco, santo romano
- 12 ottobre - Felice e Costanza, romana
- Gaio Giulio Vindice, militare e politico romano (n. 25)
- Lucio Clodio Macro, politico e militare romano
- Patrobio, romano
- Ninfidio Sabino, militare romano (n. 35)
- Publio Petronio Turpiliano, politico romano

## Calendario
| Calendario 68 | Calendario 68 | Calendario 68 | Calendario 68 | Calendario 68 | Calendario 68 | Calendario 68 | Calendario 68 | Calendario 68 | Calendario 68 | Calendario 68 | Calendario 68 | Calendario 68 | Calendario 68 | Calendario 68 | Calendario 68 | Calendario 68 | Calendario 68 | Calendario 68 | Calendario 68 | Calendario 68 | Calendario 68 | Calendario 68 | Calendario 68 | Calendario 68 | Calendario 68 | Calendario 68 | Calendario 68 | Calendario 68 | Calendario 68 | Calendario 68 | Calendario 68 | Calendario 68 |
| ------------- | ------------- | ------------- | ------------- | ------------- | ------------- | ------------- | ------------- | ------------- | ------------- | ------------- | ------------- | ------------- | ------------- | ------------- | ------------- | ------------- | ------------- | ------------- | ------------- | ------------- | ------------- | ------------- | ------------- | ------------- | ------------- | ------------- | ------------- | ------------- | ------------- | ------------- | ------------- | ------------- |
|               | 1             | 2             | 3             | 4             | 5             | 6             | 7             | 8             | 9             | 10            | 11            | 12            | 13            | 14            | 15            | 16            | 17            | 18            | 19            | 20            | 21            | 22            | 23            | 24            | 25            | 26            | 27            | 28            | 29            | 30            | 31            |               |
| Gennaio       | Ve            | Sa            | Do            | Lu            | Ma            | Me            | Gi            | Ve            | Sa            | Do            | Lu            | Ma            | Me            | Gi            | Ve            | Sa            | Do            | Lu            | Ma            | Me            | Gi            | Ve            | Sa            | Do            | Lu            | Ma            | Me            | Gi            | Ve            | Sa            | Do            |               |
| Febbraio      | Lu            | Ma            | Me            | Gi            | Ve            | Sa            | Do            | Lu            | Ma            | Me            | Gi            | Ve            | Sa            | Do            | Lu            | Ma            | Me            | Gi            | Ve            | Sa            | Do            | Lu            | Ma            | Me            | Gi            | Ve            | Sa            | Do            | Lu            |               |               |               |
| Marzo         | Ma            | Me            | Gi            | Ve            | Sa            | Do            | Lu            | Ma            | Me            | Gi            | Ve            | Sa            | Do            | Lu            | Ma            | Me            | Gi            | Ve            | Sa            | Do            | Lu            | Ma            | Me            | Gi            | Ve            | Sa            | Do            | Lu            | Ma            | Me            | Gi            |               |
| Aprile        | Ve            | Sa            | Do            | Lu            | Ma            | Me            | Gi            | Ve            | Sa            | Do            | Lu            | Ma            | Me            | Gi            | Ve            | Sa            | Do            | Lu            | Ma            | Me            | Gi            | Ve            | Sa            | Do            | Lu            | Ma            | Me            | Gi            | Ve            | Sa            |               |               |
| Maggio        | Do            | Lu            | Ma            | Me            | Gi            | Ve            | Sa            | Do            | Lu            | Ma            | Me            | Gi            | Ve            | Sa            | Do            | Lu            | Ma            | Me            | Gi            | Ve            | Sa            | Do            | Lu            | Ma            | Me            | Gi            | Ve            | Sa            | Do            | Lu            | Ma            |               |
| Giugno        | Me            | Gi            | Ve            | Sa            | Do            | Lu            | Ma            | Me            | Gi            | Ve            | Sa            | Do            | Lu            | Ma            | Me            | Gi            | Ve            | Sa            | Do            | Lu            | Ma            | Me            | Gi            | Ve            | Sa            | Do            | Lu            | Ma            | Me            | Gi            |               |               |
| Luglio        | Ve            | Sa            | Do            | Lu            | Ma            | Me            | Gi            | Ve            | Sa            | Do            | Lu            | Ma            | Me            | Gi            | Ve            | Sa            | Do            | Lu            | Ma            | Me            | Gi            | Ve            | Sa            | Do            | Lu            | Ma            | Me            | Gi            | Ve            | Sa            | Do            |               |
| Agosto        | Lu            | Ma            | Me            | Gi            | Ve            | Sa            | Do            | Lu            | Ma            | Me            | Gi            | Ve            | Sa            | Do            | Lu            | Ma            | Me            | Gi            | Ve            | Sa            | Do            | Lu            | Ma            | Me            | Gi            | Ve            | Sa            | Do            | Lu            | Ma            | Me            |               |
| Settembre     | Gi            | Ve            | Sa            | Do            | Lu            | Ma            | Me            | Gi            | Ve            | Sa            | Do            | Lu            | Ma            | Me            | Gi            | Ve            | Sa            | Do            | Lu            | Ma            | Me            | Gi            | Ve            | Sa            | Do            | Lu            | Ma            | Me            | Gi            | Ve            |               |               |
| Ottobre       | Sa            | Do            | Lu            | Ma            | Me            | Gi            | Ve            | Sa            | Do            | Lu            | Ma            | Me            | Gi            | Ve            | Sa            | Do            | Lu            | Ma            | Me            | Gi            | Ve            | Sa            | Do            | Lu            | Ma            | Me            | Gi            | Ve            | Sa            | Do            | Lu            |               |
| Novembre      | Ma            | Me            | Gi            | Ve            | Sa            | Do            | Lu            | Ma            | Me            | Gi            | Ve            | Sa            | Do            | Lu            | Ma            | Me            | Gi            | Ve            | Sa            | Do            | Lu            | Ma            | Me            | Gi            | Ve            | Sa            | Do            | Lu            | Ma            | Me            |               |               |
| Dicembre      | Gi            | Ve            | Sa            | Do            | Lu            | Ma            | Me            | Gi            | Ve            | Sa            | Do            | Lu            | Ma            | Me            | Gi            | Ve            | Sa            | Do            | Lu            | Ma            | Me            | Gi            | Ve            | Sa            | Do            | Lu            | Ma            | Me            | Gi            | Ve            | Sa            |               |